# Сомнер, Даг
Дуглас Маккензи «Даг» Сомнер (англ. Douglas McKenzie "Doug" Somner, 4 июля 1951, Эдинбург, Шотландия) — шотландский футболист, игравший на позиции нападающего. Выступал, в частности, за клубы «Фалкирк», «Партик Тисл», «Сент-Миррен», «Гамильтон Академикал».

## Игровая карьера
Дуг Сомнер во взрослом футболе дебютировал в 1971 году выступлениями за команду клуба «Фалкирк», в которой провёл три сезона, приняв участие в 45 матчах чемпионата и забив 12 голов.
С 1974 по 1984 год играл в составе команд «Эр Юнайтед», «Партик Тисл», «Сент-Миррен» и «Гамильтон Академикал». Выступая за «Сент-Миррен» в сезоне 1979/80, стал лучшим бомбардиром чемпионата Шотландии и получил бронзовую медаль чемпионата.
Завершил профессиональную игровую карьеру в клубе «Монтроз», за который выступал на протяжении 1984—1986 годов.

## Титулы и достижения
- Чемпионат Шотландии
  - Бронзовый призёр (1): 1979/80